# 葛白粉菌
葛白粉菌（学名：Erysiphe puerariae）是属于白粉菌目白粉菌科白粉菌属的一种真菌，寄生在野葛上。该种分布于中国。